# Тячівець
Тячівець — річка в Українських Карпатах, у межах Тячівського район Закарпатської області, права притока Тиси (басейн Дунаю).
Довжина 29 км, площа басейну 127 км². Похил річки 17,0 м/км. Долина V-подібна, нижче трапецієподібна, завширшки від 20—60 м, до 100–300 м. Річище слабозвивисте, завширшки 1—2 м, у пониззі до 30 м. Береги на окремих ділянках
укріплені. Використовується на господарчі потреби.
Бере початок від злиття потоків Луг та Гнилий, що починаються на північ від с. Вільхівці-Лази. Тече на південь і південний захід. У нижній течії виходить у східну частину Верхньотисинської улоговини. Впадає до Тиси на схід від Тячева.
Річка пропливає через східну частину міста Тячева.